# Argyll

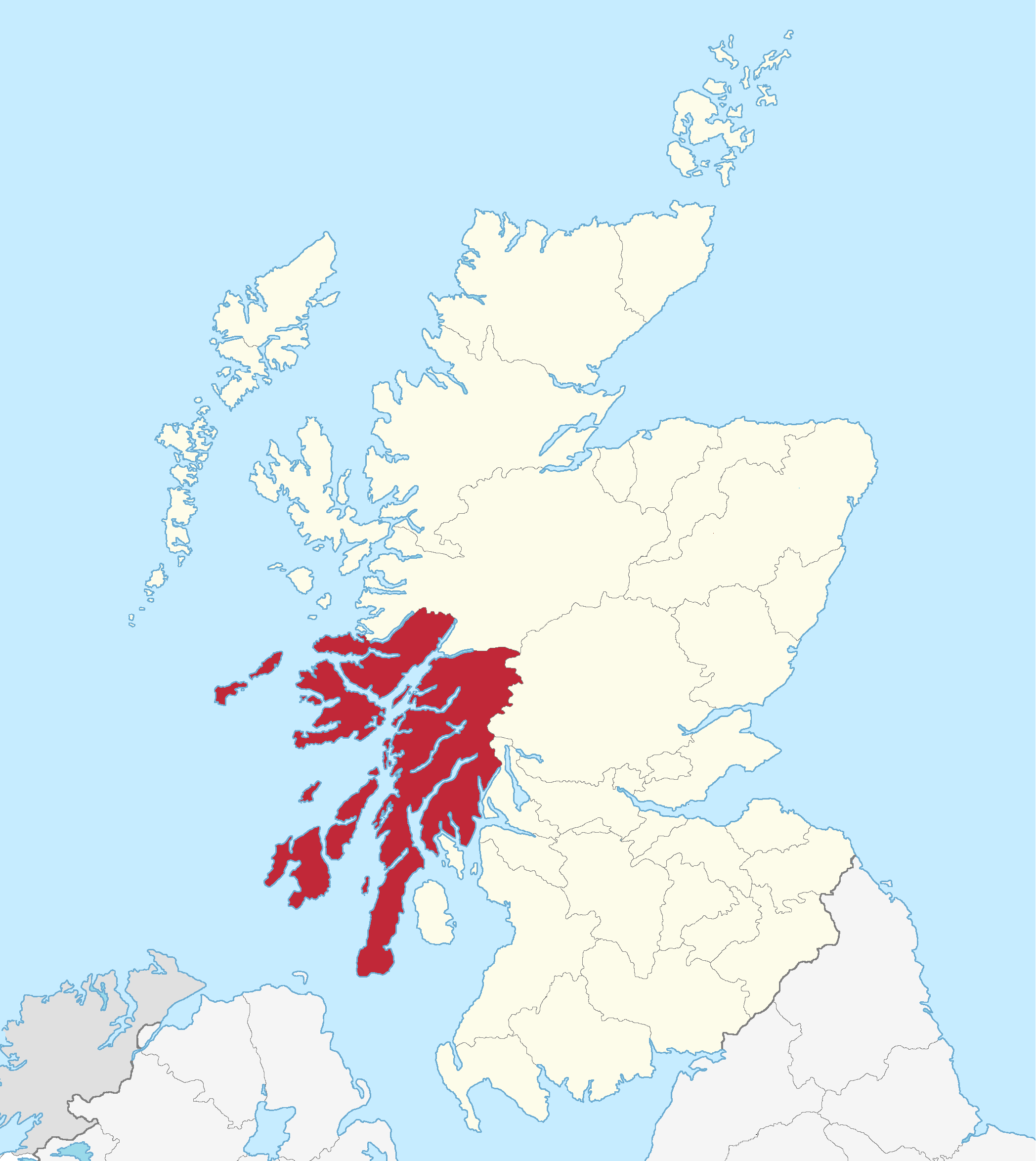
Lage von Argyll in Schottland

Argyll (Aussprache [ɑːrˈɡaɪl]; schottisch-gälisch Earra-Ghàidheal, Aussprache [ɛrˠə'ɣɛː.əl̪ˠ], bedeutet in etwa „Küste der Gälen“) wird auch als Argyllshire bezeichnet und ist eine der traditionellen Grafschaften von Schottland, die im 7. Jahrhundert zum schottischen Königreich von Dalriada gehörte.

## Geschichte
Der historische Verwaltungssitz ist Inveraray, wo sich auch der Herrschaftssitz des Herzogs von Argyll, des Oberhaupts des Clan Campbell, befindet. Hauptorte sind Oban, Campbeltown, Lochgilphead und Inveraray. Ardnamurchan und Morvern, nördlich der Isle of Mull, sind Teil der Grafschaft. 
Die Inseln Muck, Rùm, Canna und Sanday – die sogenannten Small Isles – waren bis 1891 Bestandteil des Bezirks, als sie – zusammen mit Eigg – der Grafschaft Inverness-shire zugeschlagen wurden. Von 1889 bis 1975 war Argyll Verwaltungsgrafschaft und ging dann im District Argyll and Bute der Region Strathclyde auf. 
Die heutige Council Area Argyll and Bute umfasst Argyll und die Insel Bute, die früher zu Buteshire gehörte, sowie das Gebiet westlich von Loch Lomond (ein Teil von Dunbartonshire). Lochgilphead ist Regierungssitz.

## Sehenswürdigkeiten
Der historisch bedeutende Komplex von Kilmartin liegt in Argyll. Das zu Argyll gehörende Kap Mull of Kintyre hat einen sehenswerten Leuchtturm, das Mull of Kintyre Lighthouse.